# Marcgravia tobagensis
Marcgravia tobagensis är en tvåhjärtbladig växtart som beskrevs av Ignatz Urban. Marcgravia tobagensis ingår i släktet Marcgravia och familjen Marcgraviaceae. Inga underarter finns listade i Catalogue of Life.